# 81式122毫米自行火箭炮
81式122毫米自行火箭炮是中國製的一款轮式自行多管火箭炮車，研制于1976年正式展开，1982年设计定型，命名为“1981年式122毫米自行火箭炮”，代號PHZ-81。是中国人民解放军陆军装备师/旅级炮兵部队的制式主力自走火箭炮，一个火箭炮营編裝為18辆发射车。

## 设计
解放軍建軍初期運用的多管火箭口徑是國產的107公厘／130公厘構成多管火箭基礎編裝。而蘇聯普及的122公厘多管火箭技術在中蘇交惡之後才開發服役，故不在蘇聯提供給中共的軍備之內；解放軍得到122公厘多管火箭技術的契機則始於1979年中越戰爭，在攻入越南國境後，解放軍繳獲了越南人民軍多種單兵武器，也包括越南人將蘇聯援助的122公厘火箭彈改造之單兵攜行版本；解放軍很快地就複製出性能相等的產品。
多管火箭車發射車設計，則是中國工程師參考苏联BM-21“冰雹”火箭炮所研制，自走火箭砲車配備了40管多管火箭發射器，發射管材質是带有螺旋导向槽的薄壁无缝钢管；定向器长3000毫米。40管定向器通过前后方形支座用纵、横紧定束带固定成束式联装发射装置（装配4排/每排10个定向发射管）。采用箱形支承回转盘，安装电动高低机和方向机，以电传动为主、人力手摇动为辅；原来再装填时是由人工填装，后来进行改进，火箭炮车配备专用装弹车，提高填装速度。火控系统也进行了升级改进。整个火箭炮以座圈为基础安装在陕汽“延安SX250”型6×6越野卡车底盘上。发火装置以汽车的蓄电池为电源，发火系统利用车外发射装置。
该炮配用靠弹尾4片弧形翼片实现稳定的122毫米口径低旋尾翼式火箭弹，射速40发/20秒，最大射程20~30公里（不同弹种）。